# Periquito-de-barrete-vermelho
O periquito-de-barrete-vermelho (Purpureicephalus spurius) é uma espécie de periquito da tribo Platycercini [en] nativa do sudoeste da Austrália. Foi descrito por Heinrich Kuhl em 1820, sem reconhecimento de subespécies. Por muito tempo, foi classificado em seu próprio gênero devido ao seu bico alongado e distintivo, embora análises genéticas revelem que ele pertence à linhagem dos periquitos Psephotellus [en], sendo seu parente mais próximo o periquito-multicolor [en] (Psephotellus varius). Difícil de confundir com outras espécies de periquitos, ele possui um píleo vermelho-vivo, bochechas verde-amareladas e um bico longo característico. As asas, o dorso e a cauda longa são verde-escuros, enquanto as partes inferiores têm tons roxo-azulados. A fêmea adulta é muito semelhante ao macho, embora às vezes um pouco menos brilhante; sua principal característica distintiva é uma faixa branca na parte inferior da asa. Os filhotes são predominantemente verdes.
Habitando bosques e áreas abertas de savana, o periquito-de-barrete-vermelho é majoritariamente herbívoro, alimentando-se de sementes, especialmente de eucaliptos, além de flores e frutos silvestres, embora insetos sejam ocasionalmente consumidos. A nidificação ocorre em cavidades de árvores, geralmente em árvores grandes e mais velhas. Apesar de ter sido caçado como praga e afetado pelo desmatamento, sua população está crescendo, sendo classificado como pouco preocupante pela União Internacional para a Conservação da Natureza (IUCN). É conhecido por ser ansioso e difícil de criar em cativeiro.

## Taxonomia
A espécie foi descrita em 1820 por Heinrich Kuhl como Psittacus spurius, a partir de um espécime imaturo coletado em Albany pela Expedição Baudin (1801–1803) e depositado no Museu Nacional de História Natural em Paris. O epíteto específico spurius, do latim para "ilegítimo", refere-se às plumagens adulta e imatura marcadamente diferentes, que parecem não relacionadas. O naturalista irlandês Nicholas Aylward Vigors nomeou a espécie Platycercus pileatus em 1830, a partir de um macho adulto adquirido pela Sociedade Zoológica de Londres. O artista inglês Edward Lear ilustrou o exemplar vivo em sua obra de 1830, Illustrations of the Family of Psittacidae, or Parrots [en]. Foi colocado no gênero monotípico Purpureicephalus — como P. pileatus — pelo biólogo francês Charles Lucien Bonaparte em 1854. O nome genérico combina o latim purpureus ("púrpura") e o grego antigo kephalé ("cabeça"). Nessa combinação, o nome atual pode ser traduzido como "cabeça-vermelha bastarda". O nome pileatus foi amplamente usado até que o naturalista alemão Otto Finsch adotou spurius, chamando-o de Platycercus spurius em 1868. Seu compatriota Anton Reichenow [en] classificou Purpureicephalus como subgênero de Platycercus antes de movê-lo para Porphyreicephalus (corrigido depois para Porphyrocephalus), até que, em 1912, o ornitólogo amador australiano Gregory Mathews restabeleceu o gênero como Purpureicephalus. O bico alongado e a coloração incomum — sem manchas nas bochechas, ao contrário de Platycercus — são as principais razões para sua classificação em gênero próprio.
Nenhuma subespécie é reconhecida atualmente. Mathews descreveu tentativamente uma subespécie carteri em 1915, a partir de um exemplar de Broomehill [en], com base em partes superiores mais escuras e bochechas mais verdes, mas isso não foi considerado distinto por autores posteriores. Não há variação geográfica conhecida; cinco aves de Esperance tinham bicos e tarsos menores que indivíduos de outras áreas de sua distribuição, mas a amostra era insuficiente para conclusões.

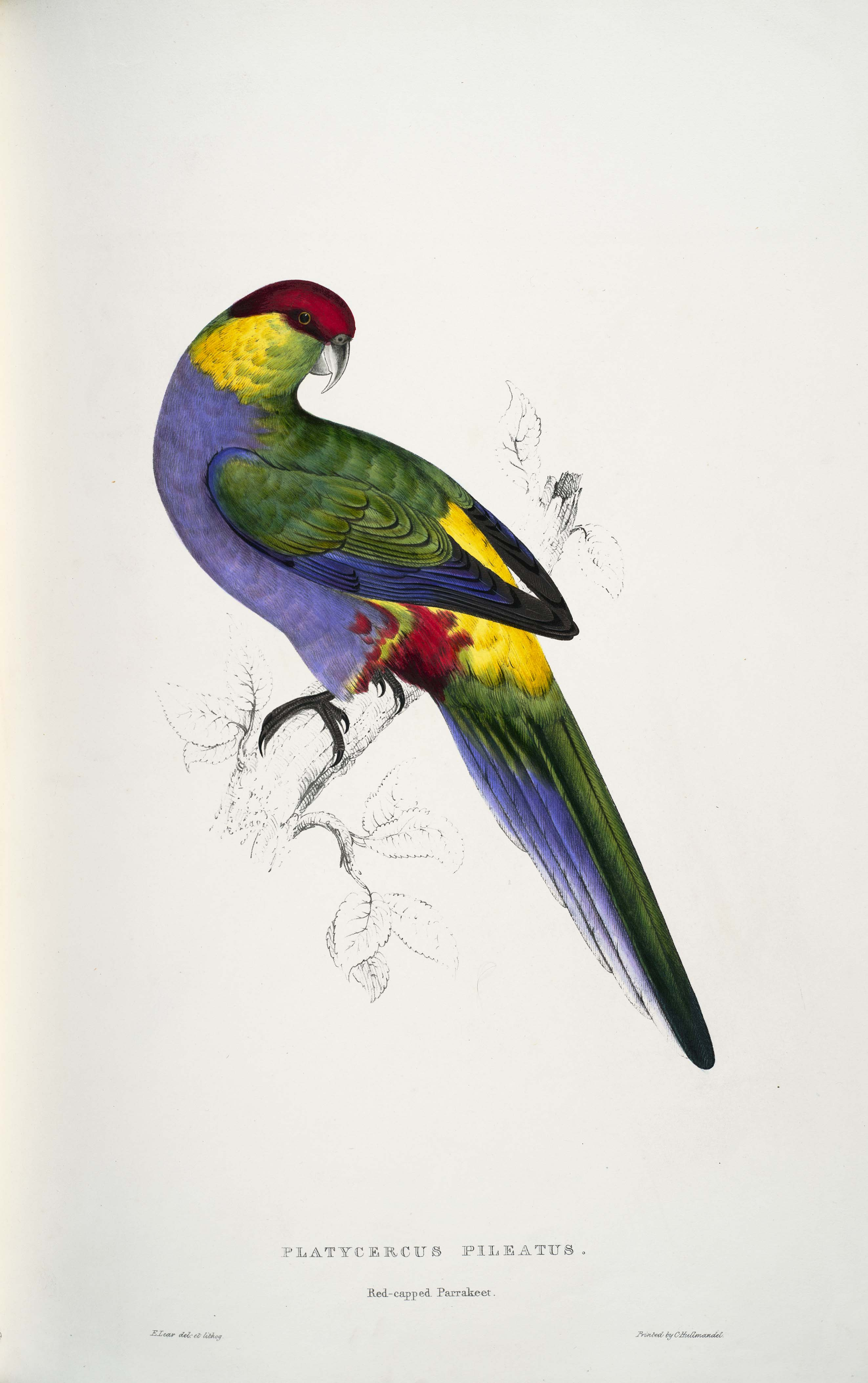
Ilustração de Lear de 1832

O periquito-de-barrete-vermelho é relacionado a outros pássaros da tribo Platycercini, mas as relações dentro do grupo eram incertas. Em 1938, o ornitólogo australiano Dominic Serventy [en] sugeriu que ele era o único sobrevivente de uma linhagem do leste da Austrália, sem parentes próximos vivos. Em 1955, o biólogo evolucionista britânico Arthur Cain propôs que a linhagem oriental desapareceu após ser superada pelo periquito-carmesim [en] (Platycercus elegans), e que seu parente mais próximo era o periquito-cornudo [en] (Eunymphicus cornutus) da Nova Caledônia, com plumagem mais verde adaptada a um clima úmido. Um estudo genético de 2011, incluindo DNA nuclear e mitocondrial, revelou que o periquito-de-barrete-vermelho é próximo do periquito-multicolor (Psephotellus varius), com as linhagens divergindo no Mioceno. Essa linhagem combinada divergiu de outra que originou o periquito-encapuzado (Psephotellus dissimilis) e o periquito-de-ombros-dourados [en] (Psephotellus chrysopterygius).
"Periquito-de-barrete-vermelho" é o nome oficial designado pela International Ornithologists' Union. O ornitólogo inglês John Gould usou "periquito-de-barrete-vermelho" em 1848, baseado no nome científico de Vigors, que também inspirou o antigo termo avicultural "periquito-pileado". Também foi chamado de "periquito-rei ocidental" para diferenciá-lo do papagaio-australiano [en] (Alisterus scapularis) do leste, além de "periquito-de-coroa-púrpura", "periquito-cinza" ou "bico-de-gancho" devido à mandíbula superior distintiva. O nome "periquito-pileado" pode causar confusão entre avicultores com o cuiú-cuiú sul-americano (Pionopsitta pileata). Gould também registrou "periquito-azul" como um nome colonial inicial. O nome "periquito-rei" persiste na Austrália Ocidental, com o naturalista inglês Wilfrid Backhouse Alexander [en] notando em 1917 que era sempre conhecido assim, o que foi reiterado por Pizzey em um guia de observação de aves de 2012. Nomes na língua nyungar, falada pelos povos do sudoeste, incluem: em Perth, Djar-rail-bur-tong e Djarrybarldung; em King George Sound, Jul-u-up; na Cordilheira Stirling, Chelyup; e no sudoeste, Djalyup. Uma lista recomendada de ortografia e pronúncia de nomes nyungar propôs daryl [char’rill], djarrailboordang [cha’rail’bore’dang] e djayop [cha’awp].

## Descrição
O periquito-de-barrete-vermelho possui um bico longo e uma plumagem brilhante e bem definida, descrita como magnífica, chamativa ou colorida como um palhaço. Com 34 a 38 cm de comprimento, envergadura de 42 a 48 cm e peso de 105 a 125 g, o adulto é um periquito de tamanho médio, distinto e fácil de reconhecer. O macho adulto tem testa e píleo vermelho-vivo, que se estende desde a base da mandíbula inferior, passando pelo olho e pelos loros marrom-acinzentados. A nuca e as bochechas são verdes, e as penas cobertoras auriculares são verde-amareladas. Entre março e abril, as penas do píleo e das cobertoras auriculares de aves com plumagem nova podem ter bordas finas pretas. As penas da cabeça, dorso e partes inferiores têm bases cinzentas, geralmente ocultas. As partes superiores, incluindo asas, são verde-escuras, o rabo é verde-amarelado e a cauda é verde com ponta azul-escura. As partes inferiores são roxo-azuladas, os flancos verdes e vermelhos, e a íris marrom-escura com anel ocular cinza-escuro. O bico é azul-acinzentado claro com ponta cinza-escura, com a mandíbula superior alongada em um gancho fino.

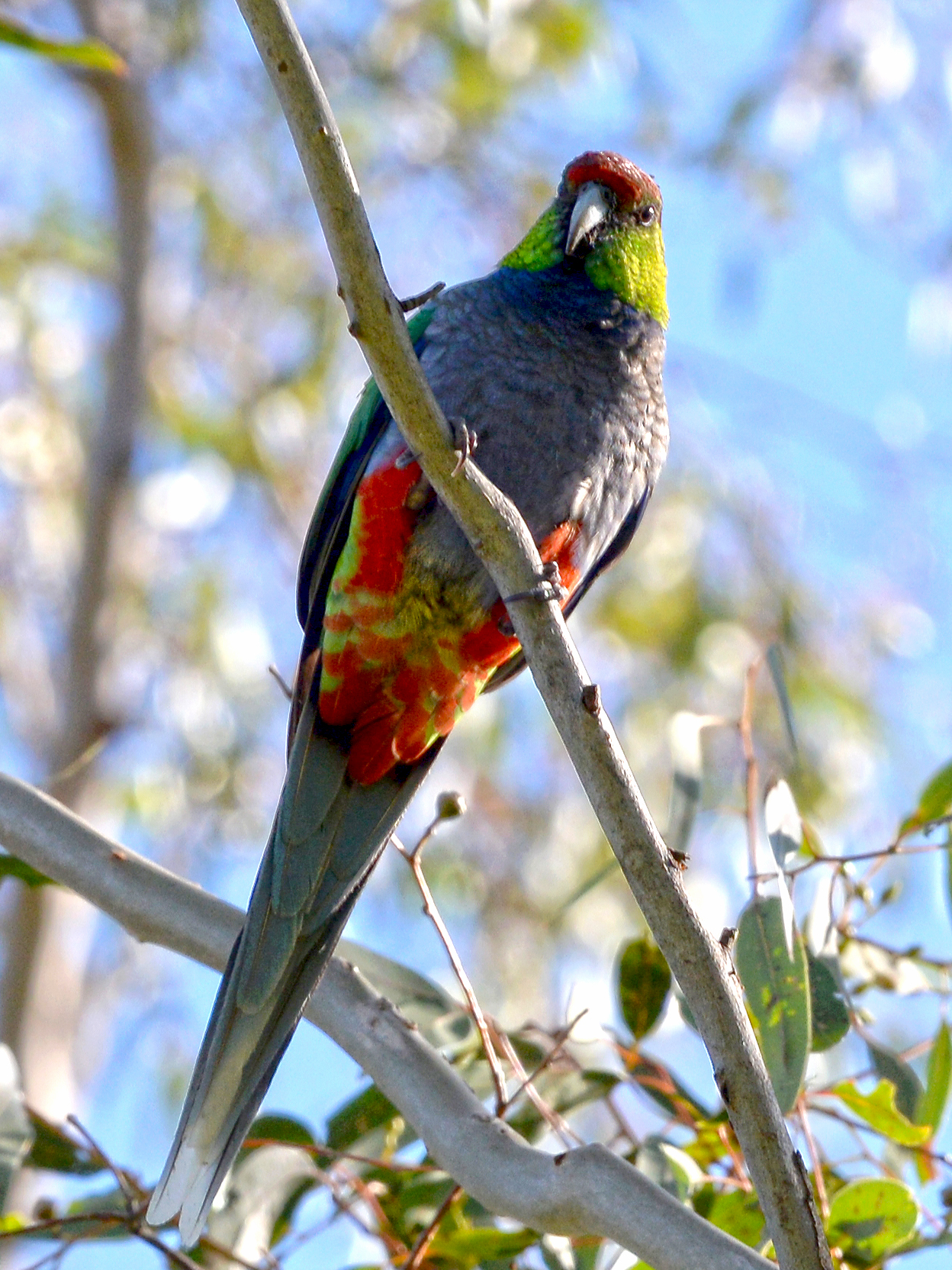
Fêmea adulta, mostrando manchas verdes nos flancos vermelhos

A coloração da fêmea é semelhante, mas um pouco menos intensa que a do macho; o vermelho da plumagem é menos vibrante, e os flancos vermelhos têm manchas verdes e amarelas. Seu peito tem um tom violeta mais acinzentado que roxo. Em voo, exibe uma faixa esbranquiçada na parte inferior da asa. Fêmeas têm manchas brancas em sete ou mais penas da parte inferior da asa, embora alguns indivíduos de ambos os sexos não as possuam. Aves com manchas em menos de sete penas podem ser fêmeas ou machos subadultos. O macho tem cabeça ligeiramente mais larga e achatada, perceptível em comparação direta, além de asas e cauda mais longas. A ecdise adulta ocorre no verão e outono do Hemisfério Sul. O periquito-de-barrete-vermelho empoleira-se e caminha com uma postura ereta distinta.
Os filhotes têm plumagem predominantemente verde antes da primeira ecdise, por volta de agosto. A plumagem seguinte já se assemelha muito à dos adultos. Os padrões adultos começam a surgir como uma coroa verde-escura com faixa frontal avermelhada, peito violeta-acinzentado como o da fêmea e partes inferiores vermelhas manchadas de verde. O bico é mais alaranjado, tornando-se azul-acinzentado claro entre dois e cinco meses. Filhotes com manchas brancas em dez ou menos penas na parte inferior da asa são machos, enquanto os com mais não podem ser definidos. Machos subadultos frequentemente retêm manchas brancas residuais.
O chamado de contato rápido e repetido foi transcrito como krukk-rak ou crrr-uk, enquanto o sinal de alarme consiste em uma série de notas altas e agudas. Machos vocalizam intensamente quando agitados ou marcando território de ninho, mas, ao contrário das roselas, não durante a alimentação. Filhotes e recém-saídos do ninho, até duas semanas após, emitem um chamado de pedido de comida agudo e bissilábico.

## Distribuição e habitat
O periquito-de-barrete-vermelho ocorre na ecorregião do Sudoeste da Austrália, em florestas densas a abertas, bosques e áreas de charneca em regiões costeiras. Sua distribuição vai do sul do rio Moore [en] até a costa em Esperance. Há registros no interior a partir da costa sul, até Gingin [en] e Mooliabeenee [en]. Dentro de sua área, é sedentário em regiões de maior pluviosidade e localmente nômade em áreas mais secas. Geralmente ocorre a até 100 km da costa, tornando-se mais raro no interior.
Seu habitat típico são florestas ou bosques de eucalipto, mas está mais associado à Corymbia calophylla, que oferece uma fonte constante de alimento e expandiu sua distribuição desde a colonização europeia. Pode ser encontrado em vegetação dominada por espécies como Eucalyptus marginata, E. gomphocephala, E. wandoo, E. cornuta [en] e Agonis flexuosa [en]. Como comedor de sementes, aparece em terras agrícolas, pomares e paisagens suburbanas de Perth. Também ocorre em remanescentes de C. calophylla preservados como árvores de sombra em fazendas no oeste do Wheatbelt [en] e na Planície Costeira de Swan [en].  O desmatamento e a remoção de árvores podem impactá-lo negativamente. Usa árvores grandes para pousar à noite e descansar durante o dia, evitando plantações de E. globulus e pinheiros.
É frequentemente observado em reservas lacustres suburbanas na Planície Costeira de Swan, próximo a aves da ordem dos Charadriiformes em pântanos de água doce a salobra. É comum no Sítio Ramsar de Forrestdale e Thomsons Lakes, em Bibra Lake, e no pântano Benger [en], uma região rica em espécies avícolas. Também está presente no Parque Nacional do Bosque Dryandra, uma reserva diversa com povoamentos de E. marginata e C. calophylla sobre Allocasuarina huegeliana [en] e Banksia ser. Dryandra, que são conhecidos por serem preferidos. É comumente avistado na Reserva Natural de Two Peoples Bay e ao longo de estradas na Cordilheira Stirling e Porongurups.

## Comportamento
Os periquitos são encontrados em pares ou pequenos grupos de 4 a 6 indivíduos, ou ocasionalmente em bandos maiores de 20 a 30 aves, geralmente filhotes. Raramente, bandos de até 100 aves podem ser vistos. Podem se associar a periquito-de-colar-amarelo (Barnardius zonarius) ou periquito-de-orelha-amarela [en] (Platycercus icterotis). Tímido, frequentemente recua para o dossel superior das árvores se perturbado, o que dificulta o estudo de seu comportamento reprodutivo e social, deixando muitos aspectos pouco conhecidos.
Acredita-se que seja monogâmico, com pares formando laços duradouros geralmente a partir dos 20 meses. Fêmeas mais jovens, de 8 ou 9 meses, foram registradas com machos mais velhos, mas não parecem aptas a se reproduzir nessa idade. O macho inicia o cortejo seguindo a fêmea e emitindo um chamado de contato, além de exibir uma dança de cortejo, levantando as penas da coroa, eriçando as do píleo e do rabo, abaixando as asas para mostrar o rabo e erguendo e abrindo as penas da cauda. A fêmea frequentemente se abaixa e emite um chamado de pedido de comida. Essas exibições começam antes da escolha do ninho e continuam durante a temporada de reprodução até cerca de duas semanas após os filhotes deixarem o ninho.

### Reprodução

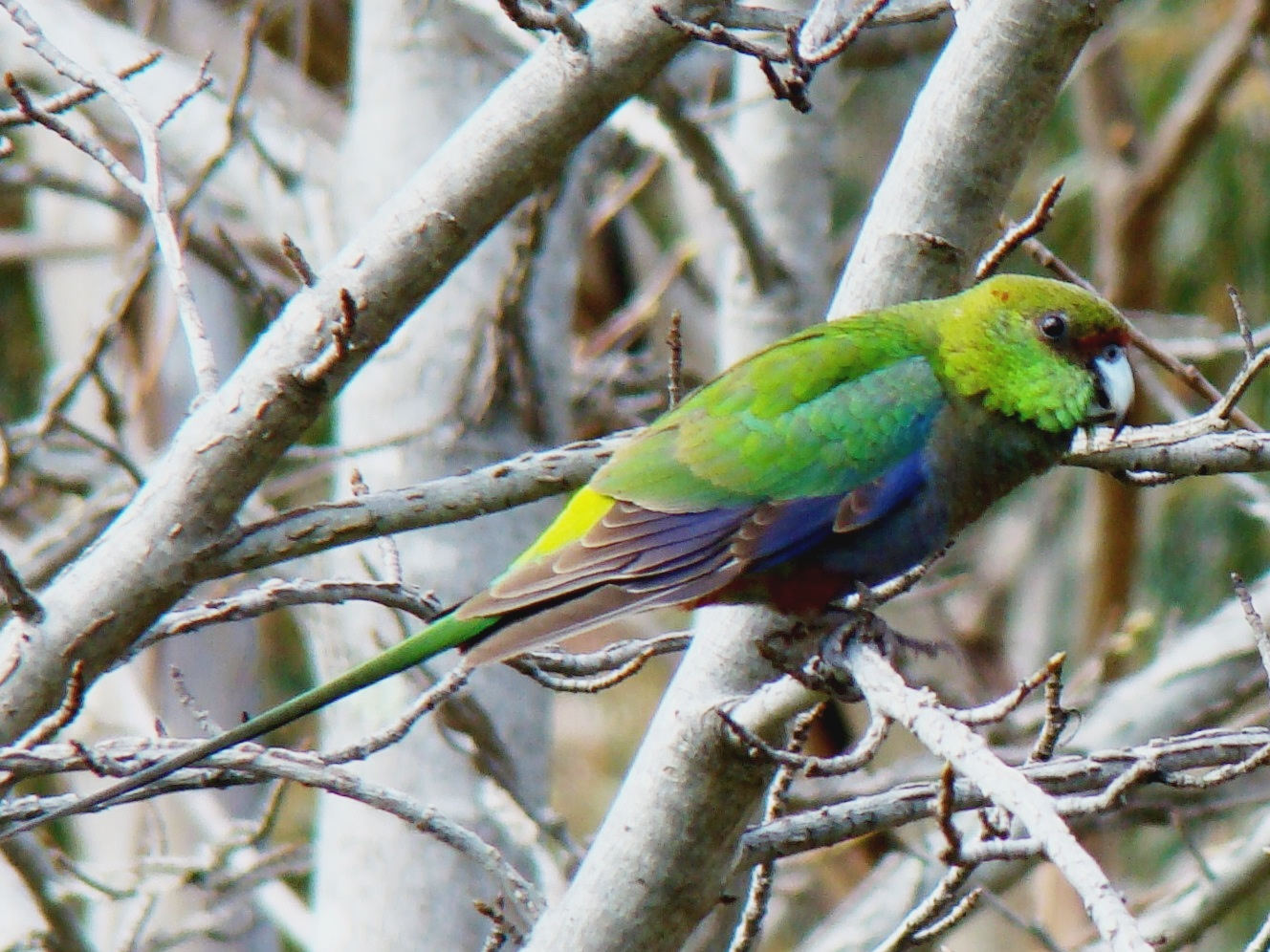
Filhote em Perth, Austrália

A temporada de reprodução vai de agosto a dezembro. O periquito-de-barrete-vermelho necessita de árvores maduras com cavidades no tronco ou galhos, que podem estar ao longo de cursos d’água, em campos, florestas ou bosques. Os ninhos ficam geralmente a 50 a 100 metros de distância uns dos outros, e os pares os defendem vigorosamente de outras aves, especialmente outros periquitos-de-barrete-vermelho, durante a nidificação. O ninho é um oco em árvores grandes e velhas, como Corymbia calophylla, Eucalyptus marginata, E. gomphocephala, E. rudis [en] ou espécies do gênero Melaleuca, a uma altura entre 4,5 e 16 metros, em média 9,6 metros acima do solo, frequentemente voltados para norte ou leste. Uma entrada mais baixa, estreita com uma cavidade maior, registrada a 3 metros, foi considerada excepcional. Há marcas de mastigação na entrada, que tem de 70 a 170 mm de largura. A cavidade tem entre 190 e 976 mm de profundidade e é forrada com pó de madeira no fundo. A fêmea incuba uma ninhada geralmente de cinco ovos, ocasionalmente seis (registros até nove), brancos-leitosos. Cada ovo quase esférico mede 28 x 22 mm. O macho a assiste de uma árvore próxima, sinalizando para ela deixar o ninho para receber comida que ele traz. Dados sobre o período de incubação são limitados, mas variam entre 20 e 24 dias.
Os filhotes são nidícolas — permanecem no ninho inicialmente, pesando de 4 a 6 g ao nascer e ganhando, em média, 4,1 g por dia. Nascem cobertos de penugem branca, substituída logo por penugem cinza. Os olhos abrem entre 9 e 11 dias, as penas primárias surgem entre 9 e 15 dias e as penas completas entre 14 e 20 dias. São alimentados só pela fêmea nas primeiras duas semanas, depois por ambos os pais. Deixam o ninho entre 30 e 37 dias, geralmente todos no mesmo dia, e os pais continuam a alimentá-los por mais duas semanas.

### Alimentação

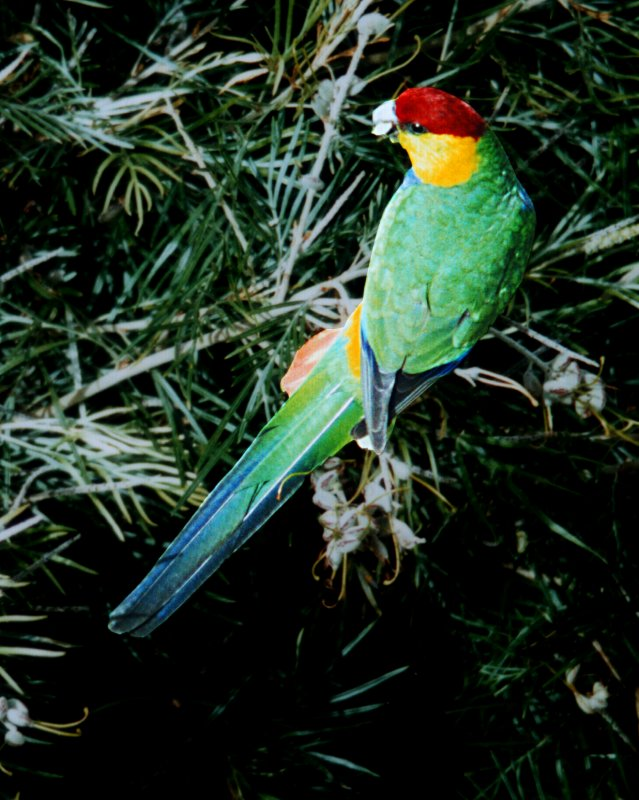
Adulto se alimentando de sementes de Grevillea

Sementes de Corymbia calophylla são a dieta preferida, mas também extrai sementes de Eucalyptus diversicolor, Xylomelum, Grevillea, Hakea, Banksia, Casuarina, Allocasuarina, Banksia grandis [en], além de gramíneas, ervas ou arbustos associados à vegetação dominada por C. calophylla. Seu bico permite precisão para obter sementes das cápsulas de eucalipto; a casca dura da C. calophylla é mastigada pelo periquito-de-colar-amarelo ou partida pelo bico poderoso de cacatuas (Cacatuidae). Frutos imaturos de C. calophylla também são consumidos. Sementes verdes de Avena fatua e acácias são pastadas. Registros de alimentação em vagens de acácia incluem Acacia celastrifolia, A. dentifera, A. oncinophylla e A. restiacea, presentes em sua área, e sementes pequenas de A. merinthophora cultivada. O néctar das flores de Anigozanthos é buscado, embora seu peso quebre o caule longo ao se alimentar, ao contrário de melifagídeos. Sementes viáveis consumidas podem ser dispersas sem digestão.
Embora coma menos espécies introduzidas que outros periquitos, consome sementes de Carduus pycnocephalus, C. tenuiflorus e Silybum marianum. Adaptou-se a explorar frutas de pomares, como maçãs e peras, e jardins suburbanos. Prefere maçãs de casca vermelha, buscando as sementes internas, espremendo a polpa para beber o suco sem consumi-la. Outras frutas cultivadas, como amêndoa, nectarina, oliva, pêssego, ameixa, romã e Melia azedarach, também são selecionadas. Insetos como psilídeos e larvas fazem parte da dieta, especialmente no final do inverno e primavera, durante a reprodução.
Alimenta-se principalmente no chão, segurando cápsulas de eucalipto ou cones de carvalho com uma pata e extraindo sementes com o bico fino e curvo. Essa destreza com pata e bico é semelhante à da cacatua-negra-de-baudin (Calyptorhynchus baudinii), que compartilha o habitat e especializa-se em sementes grandes de Corymbia calophylla. Ambos manipulam as sementes de C. calophylla com a pata e a mandíbula inferior, inserindo a ponta da mandíbula superior nas aberturas da válvula de dispersão. Marcas na casca do C. calophylla distinguem-no de outros periquitos e cacatuas. O periquito-de-barrete-vermelho deixa marcas rasas ao redor da abertura, com pouco dano à casca. Usa principalmente a pata esquerda; amostras limitadas indicam que periquitos maiores tendem a ser canhotos, enquanto espécies menores não mostram preferência.

## Parasitas e doenças
Um protozoário parasita, Eimeria purpureicephali, foi isolado e descrito em 2016 de uma ave doente, vivendo no sistema gastrointestinal como parasita intracelular. Espécies de piolho de ave registradas incluem Forficuloecus palmai, Heteromenopon kalamundae e um membro do gênero Neopsittaconirmus. O vírus da doença do bico e das penas dos psitacídeos foi isolado e sequenciado de um filhote em 2016.

## Conservação
Devido a danos em pomares, foi classificado e caçado como praga, embora estudos de campo em 1985 em pomares perto de Balingup mostrassem danos insignificantes. Atos governamentais locais nos distritos agrícolas de Collie e West Arthur o declararam praga em 1943. Apesar disso, sua população cresce, possivelmente devido à degradação de áreas em habitats mais favoráveis. Por isso e por sua ampla distribuição, é considerado pouco preocupante pela União Internacional para a Conservação da Natureza (IUCN), embora tenha declinado em condados ao norte de Perth com a perda de florestas de Corymbia calophylla para o desenvolvimento urbano. Como a maioria dos Psittaciformes, é protegido pela Convenção sobre o Comércio Internacional das Espécies Silvestres Ameaçadas de Extinção (CITES), estando na lista do Apêndice II de espécies vulneráveis, o que torna ilegal o comércio de animais capturados na natureza.

## Avicultura
Suas cores atraentes o tornam desejável em cativeiro, mas é conhecido por ser ansioso e difícil de reproduzir, possivelmente devido à alta proporção de aves capturadas na natureza na avicultura historicamente. O primeiro registro de reprodução bem-sucedida em cativeiro foi na Inglaterra, em 1909, quase simultaneamente por dois avicultores; a eclosão ligeiramente anterior de uma ninhada rendeu uma medalha da Sociedade Avicultural ao Sr. Astley.

## Textos citados
- Higgins, P.J. (1999). Handbook of Australian, New Zealand and Antarctic Birds. Volume 4: Parrots to Dollarbird. Melbourne, Victoria: Oxford University Press. ISBN 978-0-19-553071-1

- Morcombe, Michael (1986). The Great Australian Birdfinder. Sydney: Lansdowne Press. ISBN 978-0-7018-1962-0

- Powell, Robert; Pieroni, Margaret (1990). Leaf and Branch : Trees and Tall Shrubs of Perth 2nd ed. Perth, W.A.: Dept. of Conservation and Land Management. ISBN 978-0-7309-3916-0